# Indiaphis setosa
Indiaphis setosa är en insektsart som först beskrevs av Hille Ris Lambers och A.N. Basu 1966.  Indiaphis setosa ingår i släktet Indiaphis och familjen långrörsbladlöss. Inga underarter finns listade i Catalogue of Life.